# 武装保卫苏联
武装保卫苏联是中东路事件期间，中国共产党发起的一次政治运动。

## 背景
1929年中东路事件爆发后，共产国际远东局明确要求中共中央要提出“武装保卫苏联”的口号，并组织大规模的反对国民党和拥护苏联的群众示威。对此，中共中央做出了积极的响应。他们召开政治局会议，决定在8月1日“反帝日”举行示威，而且争取发动上海工人总罢工。

## 行动
中共刘伯承与叶剑英等人响应“武装保卫苏联”的号召，参与“国际义勇军”，前往伯力加入即“远东工人游击队”（或红河赤卫队），执行特殊任务，与国民政府军张学良部作战，协助苏联进攻中国的黑龙江海拉尔之役。同时，共产国际派遣伍修权担任苏联红军翻译。
远东工人游击队是由共产国际东方部于1929年在距伯力18里远的红河组建的，主要招收了三四百名海参崴地区的矿工，归远东军区司令的加伦将军指挥。由刘伯承领导，黄平任党代表，刘鼎担任一中队政治指导员及全队的武器教官，涂作潮担任无线电机务员，黄文杰从事党务工作。
调任中共满洲省委书记的刘少奇则发动了反对国民政府和张学良、支持苏联的运动。8月22日，在奉天（今沈阳）纱厂门口，因煽动罢工嫌疑与孟用潜一同被捕，9月中旬经奉天高等法院判决，“证据不足，不予起诉，取保释放”。日后刘少奇成为“叛徒”的重要证据，即为此次被捕。

## 影响
对于中共中央的做法，原中共领导人陈独秀专门致信中共中央提出批评，主张在这个时候片面宣传“拥护苏联”“于我们不利”，绝不能简单地认为“广大群众都认同苏联是中国解放的朋友”。陈独秀等人因此被开除党籍。
中东路事件中，中苏双方的武装冲突在1929年12月即已结束。但中国共产党对“武装保卫苏联”的宣传并未结束，持续数年。